# 트리비얼리즘
트리비얼리즘(Trivialism)은 사물이나 현상의 본질은 탐구하지 않고, 사소한 문제를 상세하게 설명하려는 태도를 말한다. 일반적으로 자연주의적 예술에서 필요 이상의 묘사가 많은 경우에 이를 경멸하여 이르는 말이다.
‘평범한, 통속적인, 진부한’이라는 뜻의 라틴어 ‘트리 비알 리스(Trivialis)에서 유래했는데, 쇄말주의(瑣末主義)라고도 한다.

## 같이 보기
- 이중사고
- 운명론
- 배중률
- 일원론